# Baltazar Behem
Baltazar Behem Bem, Behme, Behein (ur. ok. 1450 lub 1460 w Krakowie – zm. 1508 tamże) – mieszczanin krakowski, notariusz miejski (kierownik kancelarii miasta) w latach 1500–1508.
Studiował na Uniwersytecie Krakowskim, gdzie uzyskał stopień bakałarza sztuk wyzwolonych. Od 1488 roku pracował w kancelarii miejskiej. Na ogół uznawany za fundatora księgi przywilejów i statutów miasta, którą ofiarował w 1505 roku radzie miejskiej. Dzieło to, znane jako Kodeks Baltazara Behema, uznaje się  za jeden z najcenniejszych zabytków rękopiśmiennych w Polsce.

## Życiorys
Baltazar Behem urodził się w II połowie XV wieku, około roku 1450 lub 1460. Był synem Wawrzyńca Behema i Barbary o nieznanym nazwisku, prawdopodobnie pochodzącej z okolic Zatora. Ojciec, kupiec lub rzemieślnik, przyjął krakowskie prawo miejskie w roku 1451, zmarł zaś czternaście lat później. Matka ponownie wyszła za mąż, za Mikołaja Niklina zwanego Fryczem. Z tego związku urodziło się dwoje dzieci – Erazm i Agnieszka.
Baltazar rozpoczął studia na Uniwersytecie Krakowskim w 1473 roku. Ukończył je pięć lat później ze stopniem bakałarza sztuk wyzwolonych. Możliwe, że miał zostać duchownym, bowiem w 1486 roku tytułowano go zwrotem „honorabilis”, który stosowano wobec osób z niższymi święceniami. Zrezygnował jednak z ewentualnej kariery kościelnej i w 1488 roku poślubił Dorotę Krystanównę z Olkusza. Miał z nią czworo dzieci, z których źródła wymieniają z imienia troje – Hieronima, Erazma i Barbarę.
Behem swoje dalsze losy związał z krakowską kancelarią miejską. W roku 1485 lub 1488 został wicenotariuszem, natomiast po rezygnacji Jana Heydeckego (1500), objął stanowisko notariusza, kierownika całej kancelarii, które piastował do śmierci.
Cieszył się powszechnym uznaniem i zaufaniem, bowiem poza licznymi obowiązkami notariusza, niezwykle często był wykonawcą testamentów mieszczan czy też pełnomocnikiem w różnych transakcjach (przykładowo zajął się ulokowaniem pieniędzy altarzystów kościoła Mariackiego). Prawdopodobnie sam zgromadził pewien majątek, dzięki dochodom, które czerpał ze stanowiska notariusza. Należał do niego dom przy ulicy Świętej Anny, być może też drugi przy Gołębiej (w źródłach występuje jako własność jego syna, Hieronima, lecz niewykluczone, że ten odziedziczył go po ojcu), lokował również pewne sumy w krakowskich księgarniach i papierniach. Szczególnie znaczne środki zainwestował w mogilską papiernię przybysza ze Szwabii, Bernarda Jekla z Küssnacht. Jakkolwiek zamożny, raczej nie zaliczał się do finansowej elity miasta.
Behem utrzymywał ożywione kontakty z księgarzami i drukarzami, część tych relacji miała również charakter rodzinny. Już jego ojczym był jednym z poręczycieli Szwajpolta Fiola w procesie konsystorskim (1492), sam Baltazar prawdopodobnie wszedł w spółkę z Janem Klemensem (Klemeszem) z Legnicy, który od 1491 roku prowadził w Krakowie dużą firmę księgarską. Ręczył za niego, gdy ten przyjmował prawo miejskie (1501) i był jednym z egzekutorów jego ostatniej woli. Syn Behema, Hieronim, poślubił Katarzynę, córkę Marka Szarfenberga, założyciela krakowskiej linii tej rodziny, który zaczął zajmować się księgarstwem i drukarstwem. Natomiast córka Barbara wyszła za przybysza z Nysy, Wolfganga Hylnera, prowadzącego sklep wyrobów żelaznych, którego szwagier Bertold Bamgart (może mąż drugiej córki Behema, nie wymienianej w źródłach) prowadził interesy z Fiolem.
Baltazar Behem zmarł nagle latem 1508 roku, w drugiej połowie czerwca lub na początku lipca, opiekę nad jego dziećmi przejął brat przyrodni, Erazm Wonsam.

## Kodeks
Nazwisko Behema na trwałe zostało powiązane z iluminowanym, pergaminowym kodeksem, zawierającym odpisy przywilejów i statutów miasta Krakowa oraz roty przysiąg rajców i ławników, wilkierze oraz ustawy dwunastu cechów. Na ogół uznaje się, że Baltazar sam go ufundował, zredagował i własnoręcznie wypełnił kopiami wyżej wymienionych dokumentów. Spod jego ręki najpewniej wyszły także inicjały, złote i błękitne (być może również jego są te wielobarwne) oraz drolerie na marginesach. Pracował nad kodeksem od około roku 1502 lub 1503, zaś w 1505 roku ofiarował go radzie miejskiej, zapewne uważając, że jest bliski ukończenia tego dzieła. Tak się nie stało – przedwczesna śmierć przerwała jego pracę.
Do kodeksu Behem dołączył list dedykacyjny w języku łacińskim, opatrzony datą 23 grudnia 1505 roku, skierowany do rajców, w którym podawał jako powody ofiarowania rękopisu chęć usprawnienia dostępu do ważnych dokumentów, ułatwienie radzie podejmowania dobrych decyzji, zwiększenie jej prestiżu i umocnienie porządku publicznego w Krakowie. Oprócz tego wymienił także inne motywy swojej pracy – miłość do ojczystej ziemi, pragnienia zdobycie sławy i nieśmiertelności własnego imienia oraz zyskanie życzliwości rajców. Możliwe, że liczył na otrzymanie miejsca wśród nich, co jednak mu się nie udało, zarówno w roku 1504, jak i 1506, kiedy obsadzano wolne miejsca w krakowskiej radzie miejskiej. Niewykluczone jednak, że powstanie rękopisu nie było inicjatywą notariusza, lecz rajców, którzy powierzyli mu kierowanie wykonaniem tego zadania jako osobie najbardziej kompetentnej, bo znającej braki kopiariusza praw i przywilejów z końca XIV wieku, jakim dysponował w kancelarii miejskiej. Najpewniej jego własnym pomysłem była koncepcja artystycznego ozdobienia rękopisu cyklem miniatur.
Wątpliwości co do tego, czy Behem sam dokonywał zapisów w księdze wysunęła w 1990 roku Zofia Romanow, zaś rozwinął je Marcin Starzyński (2007). Jego zdaniem notariusz zajmował zbyt ważne i zarazem czasochłonne stanowisko, by samemu kopiować teksty, miał zaś do dyspozycji w miejskiej kancelarii kilku pisarzy. Ponadto wskazał, bazując na badaniach paleograficznych, że żaden z zapisów uznawanych za wykonane przez samego Behema nie odpowiada w pełni pismu, którym wykonano teksty w kodeksie. Dlatego za bardziej uzasadnione uznał, że notariusz jedynie nadzorował prace, a przepisał teksty nieznany skryba.
Wielkie znaczenie kodeksu zapewnia mu zespół dwudziestu siedmiu całostronicowych miniatur, przedstawiających herb Krakowa, sceny z życia miasta i godła różnych cechów oraz Ukrzyżowanie (dodane później do rękopisu). Zapewne to Behem ułożył taki program ikonograficzny, natomiast autor iluminacji nie jest znany. Upatrywano go również w samym notariuszu miejskim, przypuszczając, że zajmował się również iluminowaniem ksiąg. Najpewniej jednak było to dzieło innej osoby, anonimowego artysty określanego jako Mistrz Kodeksu Behema, malarza cechowego, który wykonał miniatury z zespołem współpracowników. Niewykluczone, że znajdująca się na miniaturze herbu miasta podobizna człowieka z odkrytą głową, który klęczy w bramie, odnosi się do Behema jako fundatora dzieła.
Na podstawie wyobrażenia herbu w narożniku jednej z kart Kodeksu Behema oraz inicjału z inkunabułu, który był jego własnością, Zofia Ameisenowa uznała, że notariusz posługiwał się herbem Szeliga lub zbliżonym do niego. Pogląd ten został jednak poddany krytyce. Zygmunt Wdowiszewski dokonał analizy wizerunku tego herbu i wskazując na różnice między Szeligą a wyobrażeniami z ksiąg Behema, uznał, że nie można zgodzić się na taką identyfikację, a notariusz miejski najpewniej używał swojego własnego herbu mieszczańskiego.
Kodeks, ostatecznie przekazany radzie miejskiej po śmierci Behema, do końca XVIII stulecia był wykorzystywany jako zbiór przywilejów miejskich. Od 1825 roku znajduje się w zbiorach Biblioteki Jagiellońskiej.